# 葫蘆島港
葫蘆島港是遼寧省葫蘆島市的港口，位於渤海遼東灣沿岸。葫蘆島港的歷史開始於1908年，清政府大員徐世昌聘請英國技師在此開港。1910年，葫蘆島開始興建，但後因辛亥革命而中止。1930年，張學良再次開始修建葫蘆島港，但因九一八事變暫停。滿洲國時期，葫蘆島港實現年吞吐量達100萬噸。二戰結束後，葫蘆島港曾是眾多日僑被遣返的出發地。中華人民共和國建國之後，葫蘆島港大部分地區劃為軍港。1984年，葫蘆島港再次開放民用。2000年5月17日，葫芦岛港正式对外开放为国家一类口岸。2014年2月14日，辽宁省政府批准《辽宁省沿海港口布局规划》的实施，使葫芦岛港从一般性港口提升为重要地区性港口，成为辽宁省沿海港口群重要组成部分。

## 外部鏈結
- 葫芦岛港 （页面存档备份，存于） - 中国港口网 （页面存档备份，存于）

40°42′55″N 121°01′20″E / 40.71528°N 121.02222°E